# 500 miles d'Indianapolis 1932

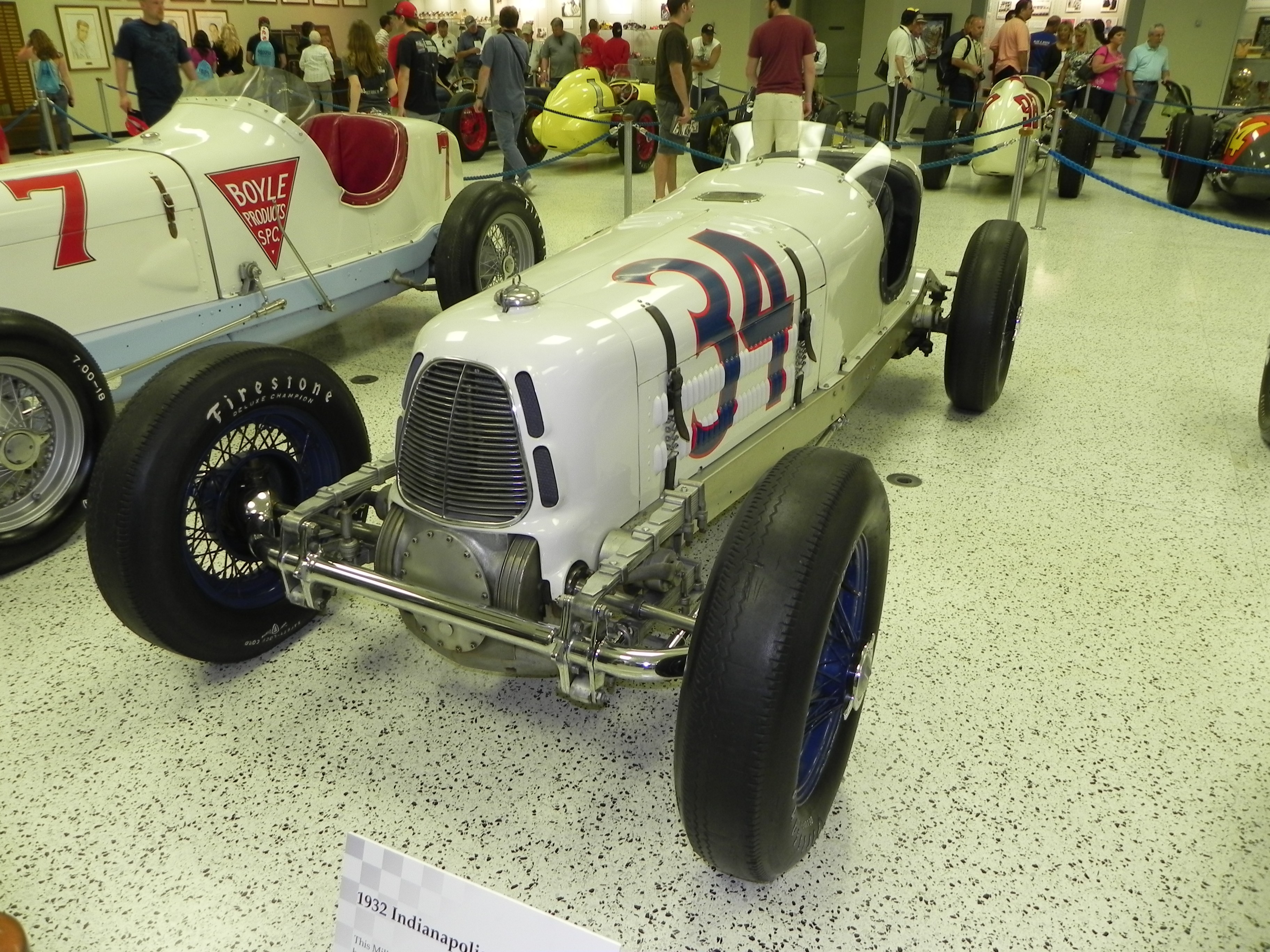
La Wetteroth-Miller de Fred Frame, victorieuse de l'édition 1932 des 500 miles d'Indianapolis.

Les 500 miles d'Indianapolis 1932, courus sur l'Indianapolis Motor Speedway et organisés le lundi 30 mai 1932, ont été remportés par le pilote américain Fred Frame sur une Wetteroth-Miller (en).

## Grille de départ
| Ligne | Intérieur           | Centre            | Extérieur       |
| 1     | Lou Moore           | Billy Arnold      | Bryan Saulpaugh |
| 2     | Russ Snowberger     | Ira Hall          | Howdy Wilcox II |
| 3     | Louis Meyer         | Paul Bost         | Billy Winn      |
| 4     | Cliff Bergere       | Luther Johnson    | Bill Cummings   |
| 5     | Frank Brisko        | Bob Carey         | Joe Huff        |
| 6     | Wesley Crawford     | Peter Kreis (en)  | Al Miller       |
| 7     | Deacon Litz         | Tony Gulotta (en) | Joe Russo (en)  |
| 8     | Wilbur Shaw         | Al Aspen          | Bob McDonogh    |
| 9     | Stubby Stubblefield | Phil Shafer       | Fred Frame      |
| 10    | Gus Schrader        | Chet Miller       | Louis Schneider |
| 11    | Ernie Triplett      | Malcolm Fox       | Johnny Kreiger  |
| 12    | Ray Campbell        | Freddy Winnai     | Juan Gaudino    |
| 13    | Al Gordon           | Zeke Meyer        | Doc MacKenzie   |
| 14    | Kelly Petillo       |                   |                 |

La pole a été réalisée par Lou Moore à la moyenne de 188,877 km/h.

## Classement final
| no | Pilote              | Voiture               | Tours | Temps/Abandon |
| 1  | Fred Frame          | Wetteroth-Miller      | 200   |               |
| 2  | Howdy Wilcox II     | Stevens-Miller        | 200   |               |
| 3  | Cliff Bergere       | Rigling-Studebaker    | 200   |               |
| 4  | Bob Carey           | Stevens-Miller        | 200   |               |
| 5  | Russ Snowberger     | Snowberger-Hupmobile  | 200   |               |
| 6  | Zeke Meyer          | Rigling-Studebaker    | 200   |               |
| 7  | Ira Hall            | Stevens-Duesenberg    | 200   |               |
| 8  | Freddy Winnai       | Duesenberg            | 200   |               |
| 9  | Billy Winn          | Duesenberg            | 200   |               |
| 10 | Joe Huff            | Cooper                | 200   |               |
| 11 | Phil Shafer         | Rigling-Buick         | 197   |               |
| 12 | Kelly Petillo       | Miller                | 189   |               |
| 13 | Tony Gulotta (en)   | Rigling-Studebaker    | 184   |               |
| 14 | Stubby Stubblefield | Adams-Miller          | 178   |               |
| 15 | Peter Kreis (en)    | Rigling-Studebaker    | 178   | accident      |
| 16 | Luther Johnson      | Rigling-Studebaker    | 164   | roue perdue   |
| 17 | Wilbur Shaw         | Miller                | 157   | mécanique     |
| 18 | Deacon Litz         | Duesenberg            | 152   | mécanique     |
| 19 | Bill Cummings       | Stevens-Miller        | 151   | mécanique     |
| 20 | Malcolm Fox         | Studebaker            | 132   | mécanique     |
| 21 | Chet Miller         | Hudson                | 125   | moteur        |
| 22 | Ernie Triplett      | Miller                | 125   | embrayage     |
| 23 | Louis Schneider     | Stevens-Miller        | 125   | mécanique     |
| 24 | Joe Russo (en)      | Rigling-Duesenberg    | 107   | mécanique     |
| 25 | Lou Moore           | Miller                | 79    | mécanique     |
| 26 | Juan Gaudino        | Chrysler              | 71    | embrayage     |
| 27 | Al Miller           | Hudson                | 66    | moteur        |
| 28 | Doc MacKenzie       | Studebaker            | 65    | moteur        |
| 29 | Frank Brisko        | Stevens-Miller        | 61    | embrayage     |
| 30 | Ray Campbell        | Graham                | 60    | mécanique     |
| 31 | Billy Arnold        | Summers-Miller        | 59    | accident      |
| 32 | Bryan Saulpaugh     | Miller                | 55    | fuite d'huile |
| 33 | Louis Meyer         | Stevens-Miller        | 50    | mécanique     |
| 34 | Al Aspen            | Duesenberg-Studebaker | 31    | mécanique     |
| 35 | Johnny Kreiger      | Duesenberg            | 30    | mécanique     |
| 36 | Wesley Crawford     | Miller-Duesenberg     | 28    | mécanique     |
| 37 | Paul Bost           | Cooper-Miller         | 18    | mécanique     |
| 38 | Bob McDonogh        | Miller                | 17    | fuite d'huile |
| 39 | Gus Schrader        | Miller                | 7     | accident      |
| 40 | Al Gordon           | Miller                | 3     | accident      |

## Sources
- (en) Résultats complets sur le site officiel de l'Indy 500